# Schizonycha seydeli
Schizonycha seydeli är en skalbaggsart som beskrevs av Louis Burgeon 1946. Schizonycha seydeli ingår i släktet Schizonycha och familjen Melolonthidae. Inga underarter finns listade i Catalogue of Life.